# روبرتو كافالو
روبرتو كافالو (بالإسبانية: Roberto Cavallo De Robertis) هو لاعب كرة قدم فنزويلي في مركز الدفاع، ولد في 28 أبريل 1967 في كاراكاس في فنزويلا. لعب مع ديبورتيفو إيطاليا ‏.

## وصلات خارجية
- روبرتو كافالو على موقع الاتحاد الدولي (مؤرشف)  (الإنجليزية)
- روبرتو كافالو على موقع ناشيونال فوتبول تيمز (الإنجليزية)